# كنيسة القديس برنابا (منتزه مانور)
كنيسة القديس برنابا هي كنيسة أبرشية أنجليكانية في مانور بارك، لندن، بنيت على طراز النهضة القوطية. وصممت من قبل ننيان كومبر بالشراكة مع وليام بوكنال لخدمة الحي السكني الجديد مانور بارك. إنه مدرج في الدرجة الثانية.
بدأ البناء في عام 1900 واكتمل في عام 1909. الكنيسة مبنية من الآجر الأحمر مع حشوات حجرية وزخرفة زجاجية. لها واجهة غربية ثلاثية الجملون، ودعامات مقوسة على طول الجانب الشمالي. يحتوي الداخل على نوافذ على الطراز القوطي المتأخر وأقواس مُقاسة في صحن الكنيسة. يتضمن شمعدانان من نوع "Comper angel" ومقابض أبواب وأقفال مميزة وخط حجري منحوت ومنبر من القرن السابع عشر وجرس من القرن السادس عشر. أضيفت نافذة الزجاج الملون بواسطة كومبير في عام 1954 وتتميز بتصميم الفراولة الخاص به.
أكتملت عملية الترميم الهيكلي في عام 2016. والتي مولت من قبل هيئات مختلفة بما في ذلك صندوق يانصيب التراث والتراث الإنجليزي ( إنجلترا التاريخية الآن). قبل ذلك، كانت مدرجًة في سجل التراث المعرض للخطر.
خلال السبعينيات من القرن الماضي، عُقدت اجتماعات التخطيط الأولية للأزمة في عيد الميلاد في غرفة في مقر القسيس، واستخدمت الكنيسة كمأوى ليلي.
اليوم، يقع شارع بارنا باس في واحدة من أكثر الرعايا تعددًا الأعراق والثقافات في المملكة المتحدة. تُستخدم الكنيسة في الخدمات التقليدية والمناسبات الاجتماعية، ومن قبل مجموعات المجتمع التي تعكس تنوع المنطقة.

## روابط خارجية
- www.stbarnabasmanorpark.co.uk
- www.stbarnabasheritage.org نسخة محفوظة 27 نوفمبر 2018 على موقع واي باك مشين.